# Мефодий (Краснопёров)
Епископ Мефо́дий (в миру Михаи́л Плато́нович Краснопёров; 30 июля 1868, Вятское, Сарапульский уезд, Вятская губерния — 4 февраля 1921, Петропавловск) — епископ Русской православной церкви, епископ Петропавловский, викарий Омской епархии.
Причислен к лику святых Русской православной церкви в августе 2000 года в лике священномученика.

## Биография
Родился 30 июля 1868 года в селе Вятском Сарапульского уезда Вятской губернии в бедной семье псаломщика Платона Красноперова.
Окончил Сарапульское духовное училище, затем поступил в Вятскую духовную семинарию, которую окончил в 1890 году.
22 октября 1891 года епископ Сарапульский Афанасий (Пархомович) рукоположил Михаила во священника к Тихвино-Богородицкой церкви в селе Паздеры Сарапульского уезда.
19 февраля 1896 года назначен сверхштатным священником к Вознесенскому собору в Сарапуле и заведующим и законоучителем Никольской церковно-приходской школы.
Во время своего служения священником иерей Михаил овдовел и принял решение целиком отдать себя на служение Церкви, а для этого он прежде всего счёл необходимым завершить духовное образование и в 1898 году поступил в Казанскую духовную академию (КДА).
В это время ректором академии был епископ Антоний (Храповицкий); общение с ним, беседы его о монашестве склонили отца Михаила к
решению принять иноческий постриг.
11 февраля 1900 года во время обучения на третьем курсе епископом Антонием пострижен в монашество с именем Мефодий. Тогда же был назначен благочинным учащегося в академии духовенства.
В 1902 году окончил миссионерскую группу татарского отделения КДА со степенью кандидата богословия (тема кандидатской работы: «Пастырь церкви по учению св. апостола Павла»)
16 августа того же года назначен помощником смотрителя Уфимского духовного училища.
Будучи иеромонахом, посещал «ночлежки», старался помогать их обитателям, молился вместе с ними. Совершал всенощные бдения, читал акафисты и Великим постом исповедовал их пред причастием.
С 1903 года — инспектор Александровской миссионерской семинарии. Член Ардонского отдела Владикавказского епархиального учёного совета.
В 1905 году назначен исправляющим обязанности ректора семинарии.

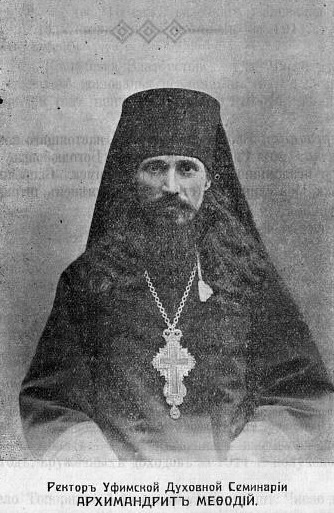
Ректор Уфимской духовной семинарии Мефодий

20 ноября 1906 года назначен ректором Уфимской духовной семинарии с возведением по должности в сан архимандрита.
Благочестивому пастырю и одарённому проповеднику, ему часто поручали говорить проповеди в уфимском кафедральном соборе. Им были организованы религиозно-нравственные и противоалкогольные чтения в одной из аудиторий церковно-приходской школы Уфы. В неурожайный год своим воззванием собрал для голодающих более двадцати тысяч рублей.
С 1908 год, одновременно редактор неофициальной части «Уфимских епархиальных ведомостей», состоял помощником председателя совета «Братства Воскресения Христова». С 1912 года одновременно председатель епархиальной благотворительной комиссии по оказанию помощи населению.

### Епископ
С 10 февраля 1913 года — епископ Акмолинский, викарий Омской епархии.
Был помощником и соратником другого архиепископа Андроника (Никольского). Они развернули борьбу против порока пьянства, принимавшего в начале XX века в России все более угрожающий масштаб, а также с укоренявшимися в Сибири сектантами — баптистами и хлыстами.
В следующем году Петропавловская городская Дума возбудила ходатайство о перенесении местопребывания епископа в Петропавловск. Желание властей, горожан было столь велико, что они обязались в случае удовлетворения просьбы отпускать из городских средств ежегодно две тысячи рублей на обеспечение епископа помещением. Вскоре ходатайство дошло до императора и последовало высочайшее соизволение.
С 6 ноября 1914 года — епископ Петропавловский, викарий Омской епархии (после переноса викариатства из Акмолинска в Петропавловск).
Часто проводил богослужения. В 1915 году возглавил крестный ход с пожалованной Николаем II иконой Николая Чудотворца из Петропавловска в Акмолинск (расстояние между этими городами составляет 500 вёрст), посещая по пути прихожан, совершая богослужения, раздавая духовную литературу. Обратный путь совершил уже по другому маршруту, посещая новые селения. Был уважаем как православными верующими, так и мусульманами.
После свержения монархии, 27 марта 1917 года Совет рабочих и солдатских депутатов отправил телеграмму Александру Керенскому и обер-прокурору Святейшего синода с просьбой удалить епископа Мефодия из Петропавловска за «реакционную деятельность», но просьба была оставлена без внимания.

### Мученическая кончина
В 1921 году в Западной Сибири вспыхнуло крестьянское восстание, вызванное произволом большевистских продотрядов. Восставшим удалось занять несколько городов, включая Петропавловск. Восстание было жестоко подавлено.
17 февраля 1921 года большевистский карательный отряд занял Петропавловск. Епископ Мефодий в тот день служил Божественную литургию и молебен в Никольской церкви. После службы он вышел на площадь перед храмом, где собрался народ, и был заколот штыками «красноармейцев». Уже мёртвому, ему вонзили крест в одну из ран. Епископ Мефодий был похоронен в общей могиле.

## Канонизация
Имя епископа Мефодия было внесено в черновой поимённый список новомучеников и исповедников российских при подготовке канонизации, совершённой РПЦЗ в 1981 году. Однако сама канонизация не была поимённой, а список новомучеников был издан только в конце 1990-х годов.
Епископ Мефодий причислен к лику новомучеников Российских в 2000 на Архиерейском соборе Русской Православной Церкви.

## Сочинения
- Речь при наречении его во епископа Акмолинского, вик. Омской епархии. "Прибавление к «ЦВ» № 7-8, с. 348.
- «Пастырь церкви по учению св. ап. Павла». (Кандидатское сочинение). «Известия Казанской Епархии» 1903, № 3, с. 22.